# 100 baht (tiền Thái)
Tiền giấy 100 baht (100฿) là một trong những tờ tiền giấy Thái baht được sử dụng phổ biến và được sử dụng từ năm 1892. Tiền giấy sê ri thứ 17 hiện đang được lưu hành được giới thiệu vào năm 2018. Sê ri thứ 15, 16 và 16 (đặc biệt) cũng được lưu hành phổ biến. Mặt phải của tiền giấy là ảnh chân dung của Vua Vajiralongkorn, vua trị vì hiện tại. Mặt còn lại là hình Vua Chulalongkorn và Vua Vajiravudh.

## Sê ri thứ 11
Mặt phải khắc họa chân dung Vua Bhumibol vùng với Phra Garuda Pah (biểu tượng của gia đình hoàng gia). Mặt còn lại là hình Cung điện Hoàng gia và Wat Phra Kaew.

## Sê ri thứ 12

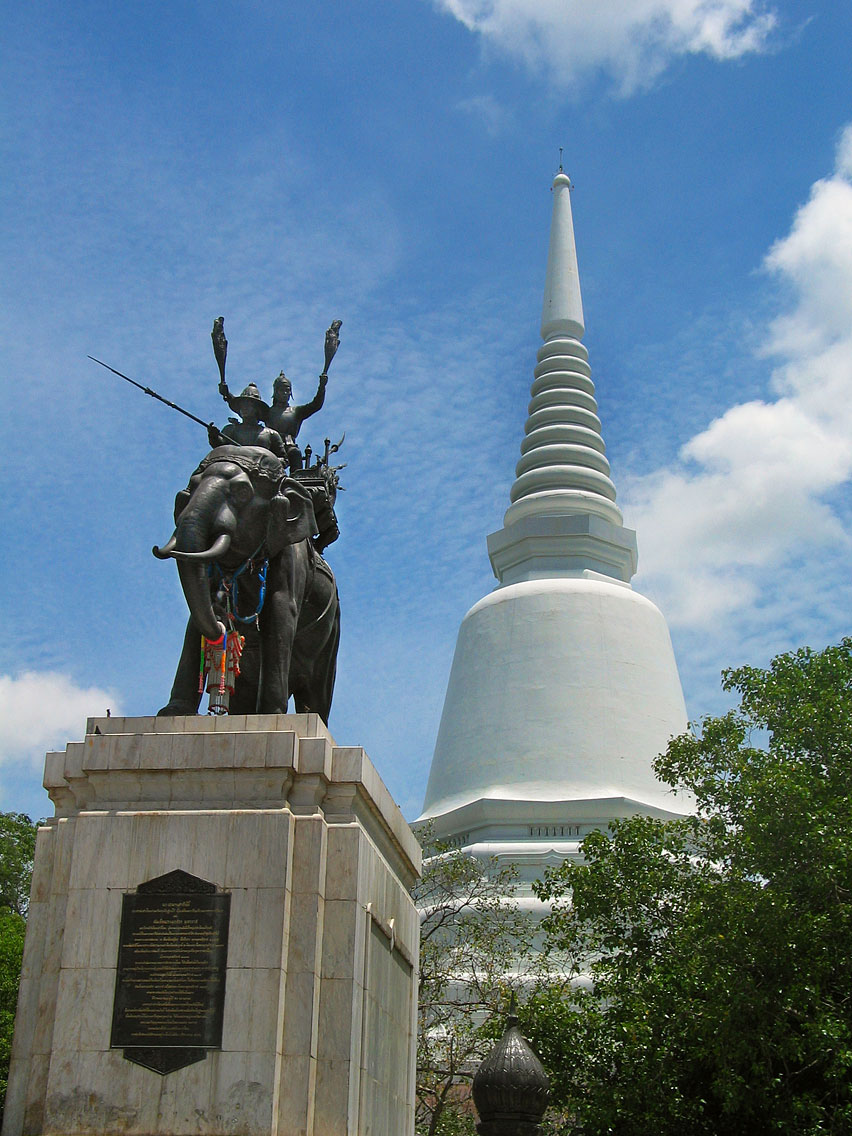
Tượng Vua Naresuan Đại đế tại Đền tưởng niệm Don Chedi

Mặt phải khắc họa chân dung Vua Bhumibol. Mặt còn lại là hình tượng Vua Naresuan Đại đế tại Đền tưởng niệm Don Chedi ở tỉnh Suphanburi.
Tiền giấy 100 baht không được thiết kế cho sê ri thứ 13.

## Sê ri thứ 14

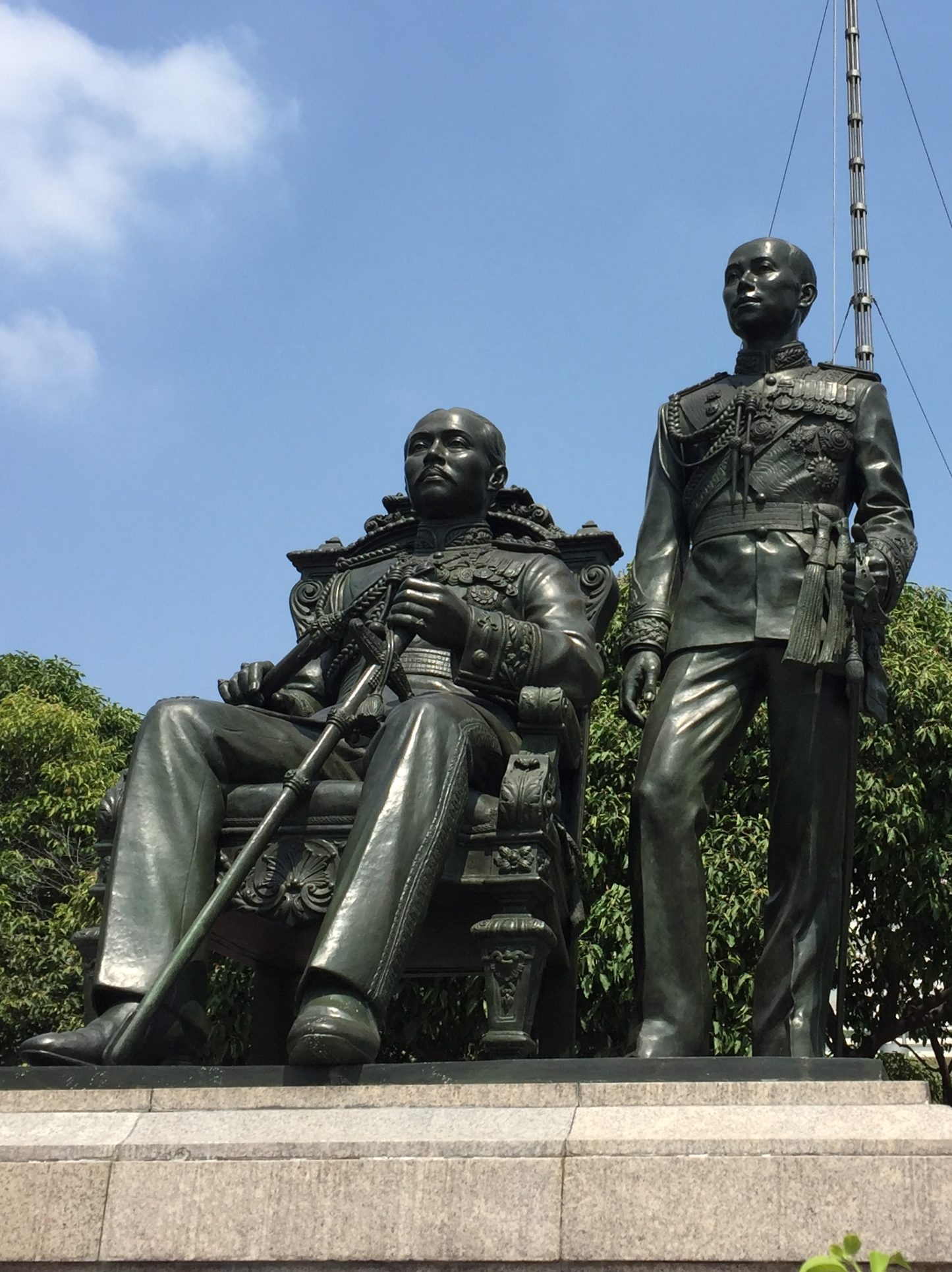
Đài tưởng niệm Hai vị vua tại Đại học Chulalongkorn

Mặt phải khắc họa chân dung Vua Bhumibol. Mặt còn lại là khái niệm "Cải cách giáo dục ở Xiêm" bao gồm (từ trái sang phải)
- Ngôi trường, một nhóm học sinh trong đồng phục học sinh Thái.
- Một quyển sách, và một ngọn nến đang cháy.
- Hai vị vua tại Đại học Chulalongkorn, bao gồm Vua Chulalongkorn và Vua Vajiravudh.
- Sư thầy đang  dạy học sinh bên trong wat (chùa); trong quá khứ, chùa là nơi chính cho giáo dục ở Xiêm trước khi trường học xây dựng.

## Sê ri thứ 15
Mặt phải khắc họa chân dung Vua Bhumibol. Mặt còn lại có hai thiết kế; loại I và II.
Loại I:
Mặt trái giống với sê ri 14, với một số điều chỉnh về thiết kế và kiểu chữ.
Loại II:
Mặt trái bao gồm (từ trái sang phải)
- Một cảnh chấm dứt chế độ nô lệ tại Xiêm bởi Vua Chulalongkorn, nó là một bức tranh được vẽ tại Đại cung Ananta Samakhom.
- Chân dung Vua Vua Chulalongkorn.

## Sê ri thứ 16

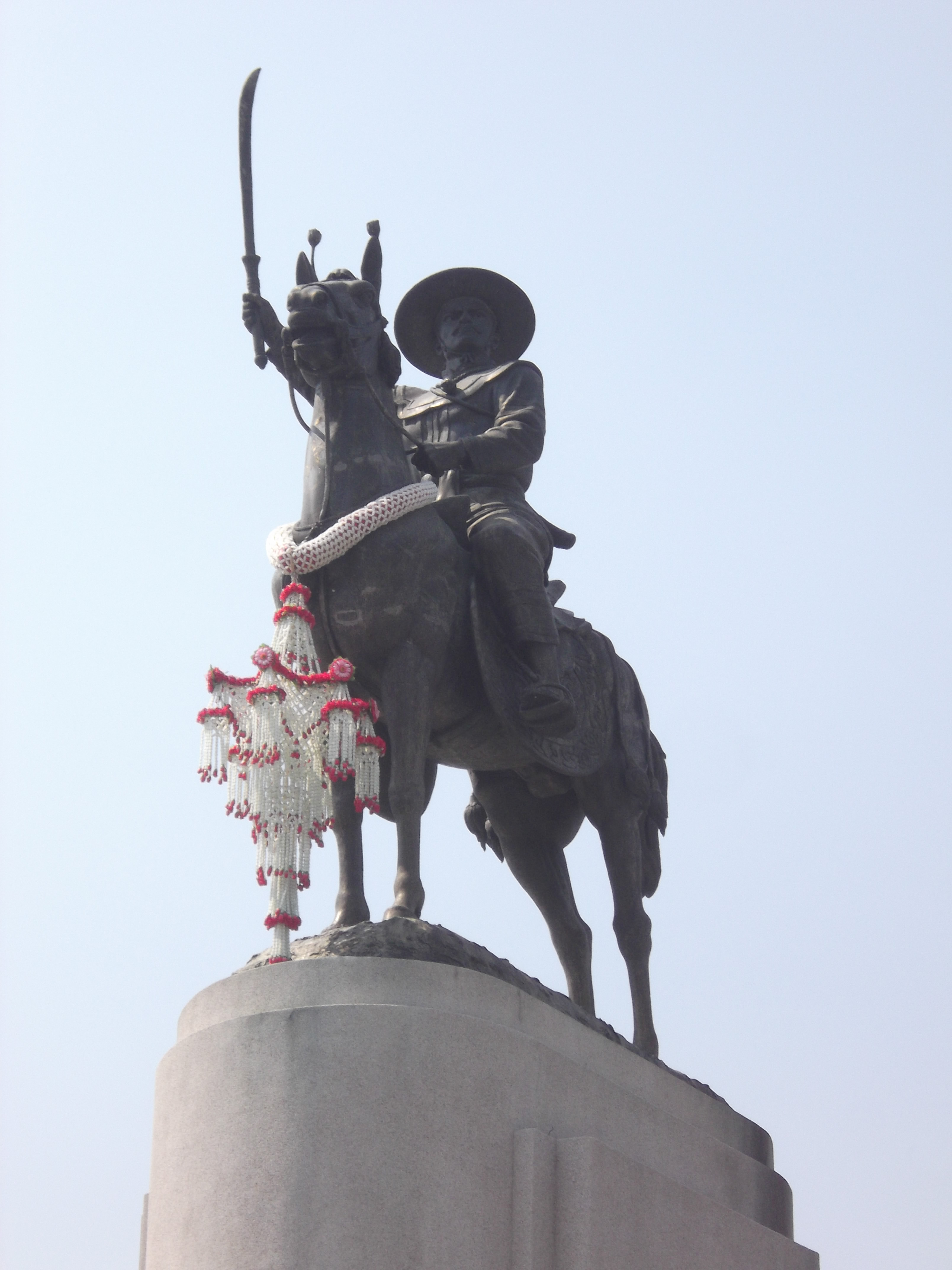
Tượng đài Vua Taksin Đại đế cưỡi ngựa tại Wongwian Yai

Mặt phải khắc họa chân dung mới của Vua Bhumibol do ông già đi. Mặt trái được thiết kế theo ý tưởng của từ Vương triều Thonburi, Vua Taksin Đại đế. Các yếu tố bao gồm (từ trái sang phải):
- Pháo đài Wi Chai Prasith.
- Tượng đài Vua Taksin tại Wongwian Yai.
- Tượng của ông (ảnh trung tâm).
- Cung điện Thonburi (Phra Ratcha Wang Doem).
- Bức phù điêu minh họa cảnh ông thuyết phục đội quân của mình chiến đấu trong thời chiến.

## Sê ri thứ 16 (đặc biệt)
Tờ tiền giấy 100 sê ri thứ 16 được phát hành để tưởng nhớ và tri ân Vua Bhumibol quá cố. Mặt phải vẫn được giữ nguyên như sê ri thứ 16. Tuy nhiên, mặt trái sẽ minh họa những việc ông đã làm cho nông thôn Thái Lan. Từ trái sang phải;
- Chuyến đi hoàng gia của ông đến vùng nông thôn Chiang Mai, cưỡi trên hắc mã.
- Hai máy bay đang hoạt động Royal Rainmaking Project.
- Nhà vua thảo luận với người dân địa phương, ngồi trên xe ô tô.
- Hình ảnh biểu tượng của nhà vua đổ mồ hôi mũi (hình trung tâm).
- Nhà vua quan sát cánh đồng lúa.
- Gia đình Hoàng tộc, bao gồm; Vương hậu Sirikit, Ubol Ratana, Vajiralongkorn, Sirindhorn và Chulabhorn.

## Sê ri thứ 17

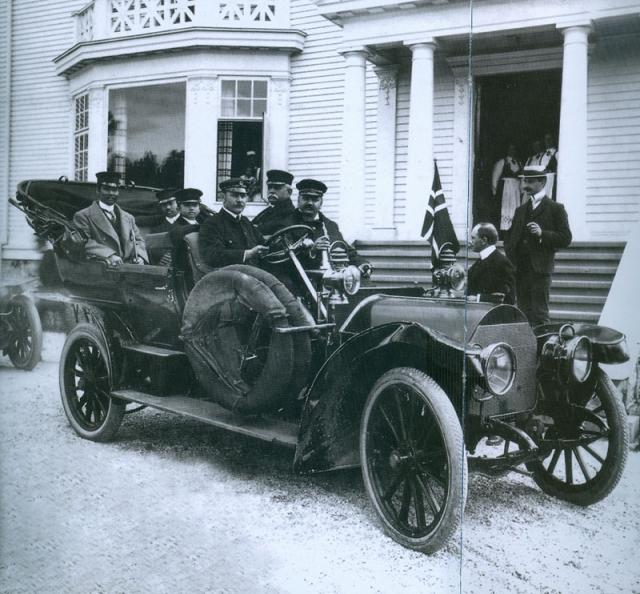
Vua Chulalongkorn Đại đế lái xe của ông trong chuyến đi hoàng gia đến Na Uy

Ý tưởng thiết kế của sê ri 17 dựa trên chủ đề tưởng nhớ các vị vua hiện tại Vương triều Chakri. Mặt sau của tiền giấy 100 baht in hình Vua Rama V và Rama VI của Thái Lan.
Những bức tranh bên cạnh của mỗi vị vua là những hoạt động đáng chú ý được thực hiện cho Xiêm. Tiền giấy 100 baht; 
- Vua Chulalongkorn Đại đế - chuyến đi hoàng gia đến Na Uy; hình ảnh cho thấy đích thân ông lái xe với Sam Eyde tại Notodden, Na Uy. Họ đang thảo luận về điện khi nhà vua khởi xướng việc sử dụng điện ở Xiêm sau khi trở về từ Na Uy.[3]
- Vua Vajiravudh - cưỡi hắc mã đến buổi thành lập Wild Tiger Corps (กองเสือป่า) và Boy Scouts ở Thái Lan.